# دوروثي لوف كوتس
دوروثي لوف كوتس (بالإنجليزية: Dorothy Love Coates)‏ هي مغنية أمريكية، ولدت في 30 يناير 1928، وتوفيت في 9 أبريل 2002.

## وصلات خارجية
- دوروثي لوف كوتس على موقع IMDb (الإنجليزية)
- دوروثي لوف كوتس على موقع ميوزك برينز (الإنجليزية)
- دوروثي لوف كوتس على موقع ديسكوغز (الإنجليزية)